# Mathias Glomnes
Mathias E. Glomnes (* 2. Februar 1869 in Stryn; † 5. Juni 1956 ebenda) war ein norwegischer Sportschütze. 

## Biografie
Mathias Glomnes nahm an den Olympischen Sommerspielen 1908 in London und 1912 in Stockholm teil.